# Salesville (Arkansas)
Salesville – miasto w Stanach Zjednoczonych, w stanie Arkansas, w hrabstwie Baxter.